# Hyperion (platenlabel)
Hyperion is een Brits platenlabel voor klassieke muziek, dat in 1980 werd opgericht en in Londen gevestigd is. Naamgever is Hyperion uit de Griekse  mythologie.
Hyperion is onafhankelijk en richt zich op het gespecialiseerde publiek. Het label neemt alle soorten klassieke muziek op, uit alle mogelijke periodes, en besteedt bijzondere aandacht aan minder bekend werk. Daar vele cd's maar op kleine schaal geperst worden, neemt men vaak de beslissing ze, wanneer de oplage is uitgeput, opnieuw in een goedkope versie uit te brengen op het dochterlabel Helios.
Hyperion oogstte bijval met een reeks cd's van de volledige anthems van Purcell en de volledige liederen van Schubert (de zogenaamde Schubert Edition) en Schumann. Daarnaast legde het label zich toe op Oude Muziek, en op een reeks van minder bekende Engelse barokcomponisten onder de titel The English Orpheus, verwijzend naar Purcells bijnaam. Daarnaast bracht men met de langlopende serie The Romantic Piano Concerto vele onbekende pianoconcerten onder de aandacht. Gewoonlijk bevatten de cd's een uitgebreid inlegboekje met historische, musicologische en biografische informatie omtrent werk en componist.
In 2005 sleepte de musicoloog dr. Lionel Sawkins Hyperion voor de rechtbank, omdat hij meende recht te hebben op royalty's voor het bewerken en uitgeven van een partituur van de al in 1726 overleden Franse componist Michel-Richard Delalande. Het resultaat was een rechtszaak die draaide om de vraag of iemand die een oud werk uitvoerbaar maakt de intellectuele eigenaar van dat werk is, of het werk gewoon het product en auteursrecht van de oorspronkelijke componist blijft. De rechter oordeelde in het nadeel van Hyperion, zodat dr. Sawkins een aanzienlijke vergoeding werd toegezegd, die voor het veeleer bescheiden label een zware belasting inhield, temeer daar het eveneens voor de rechtskosten en procedures moest opdraaien, die tegen het miljoen pond bedroegen. Daarop deed Hyperion een oproep aan zijn sympathisanten en liefhebbers, en het label hield zich staande met behulp van veelvuldig binnenstromende giften. Diverse musici deden zelfs vrijwillig afstand van hun royalty's voor gemaakte opnamen.